# Amphioplus timsae
Amphioplus timsae är en ormstjärneart som beskrevs av Ole Theodor Jensen Mortensen 1926. Amphioplus timsae ingår i släktet Amphioplus och familjen trådormstjärnor. Inga underarter finns listade i Catalogue of Life.